# Тайна Красного Дома
«Тайна Красного Дома» (англ. The Red House Mystery) — детективный роман Алана Александра Милна, повествующий об «убийстве в запертой комнате». Впервые опубликован в 1922 году. На фоне таких детективных произведений Милна, как «Очень недолгая сенсация», «Тайна Красного Дома» является единственным классическим детективным романом автора.
Роман был посвящён Джону Вайну Милну, отцу писателя:
Джону Вайну Милну
Мой дорогой отец,
Как и все действительно приятные люди, Вы питаете слабость к детективным историям и чувствуете, что их недостаточно. Итак, после всего, что Вы для меня сделали, самое малое, что я могу для Вас сделать, это написать детективный роман для Вас. Вот он: с большей благодарностью и любовью, чем я могу выразить.
А. А. М.

## Сюжет
Марк Эблетт, хозяин Красного Дома, устраивает вечеринку, пригласив вдову и её готовую к замужеству дочь, отставного майора, своенравную актрису и гостившего в городе Билла Беверли. В это же время в Красный Дом из Австралии прибывает брат Марка Роберт, «паршивая овца» в семье. Вскоре Роберта находят застреленным в кабинете брата, а Марк Эблетт исчезает. И тогда Энтони Джиллингем, прибывший по вызову своего друга Билла, заинтересовавшись «Тайной Красного Дома», начинает своё расследование.

## Критика
«Тайна Красного Дома» стала популярной сразу поле публикации; Александр Вулкотт назвал её «одной из трёх лучших детективных историй всех времён», хотя Раймонд Чандлер в своём эссе «The Simple Art of Murder» (1944) критиковал Вулкотта за это утверждение, называв его «легкомысленным человеком с превосходным чувством юмора». Тем не менее, Чандлер достаточно тепло отозвался о самом романе Милна:
Это приятная книга, лёгкая, забавная литературная форма "Панч", написанная с обманчивой гладкостью, которая не так проста, как кажется [...] И всё же, каким бы лёгким по текстуре ни был рассказ, он предлагается как проблема логики и дедукции. Если это не так, то это вообще ничего. Больше ему ничего не остаётся. Если ситуация является ложной, вы не можете даже воспринять её описание легко, потому как нет истории, о которой должен быть образцовый детектив.
В своём предисловии к британскому переизданию романа 1926 года Алан Милн сказал, что у него была «страсть к детективным историям со всевозможными любопытными предпочтениями в них: хотя в реальной жизни лучшие детективы и преступники являются профессионалами, Милн потребовал, чтобы детектив был непрофессионалом, любителем, сопровождаемым симпатичным Ватсоном, и борющимся с загадочным злодеем, против которого бесполезны отпечатки пальцев и всякого рода досье».
Чандлер в своём эссе опровергает модель детективного романа Милна, утверждая, что именно «авторы, леди и джентльмены того, что мистер Говард Хейкрафт (в своей книге „Murder for Pleasure“) называет Золотым веком детективного жанра, действительно расстраивают меня». Чандлер использует «Тайну Красного Дома» чтобы проиллюстрировать проблемы, которые он видел во многих детективных историях этого типа, сделав акцент на центральной головоломке (которая была сложной и умной, но во многих отношениях неправдоподобной) и тот факт, что шанс детектива-любителя блеснуть умом и разгадать загаданные автором загадки приходит только потому, что полиция некомпетентна и, что удивительно, готова мириться с «нахальным любителем», бегающим по их территории («Английская полиция, кажется, терпит его со своим обычным стоицизмом; но я содрогаюсь при мысли о том, что сделают с ним ребята из отдела по расследованию убийств в моём городе»).
Чандлер отметил, что «Тайна Красного Дома» была в печати в США около 16 лет к 1944 году, что случается с немногими книгами. К 1948 году в Великобритании было опубликовано 23 переиздания детективного романа. Последней британской репринтной книгой стало иллюстрированное издание «Folio Society slip-cased edition», опубликованное в 2016 году со вступлением биографа Алана Милна Энн Туэйт (род. 1932).

## Издания

### Англоязычные (избранное)
- 1922, Великобритания, издательство Methuen (ISBN ?) (первое издание)
- 1922, США, издательство E. P. Dutton (ISBN ?) (первое американское издание)
- 1926, Великобритания, издательство Methuen, включает в себя введение Алана Милна (от апреля 1926)
- 1926, Великобритания, издательство The Library Press Ltd.
- 1937, Великобритания, издательство Methuen, серия Methuen’s Modern Classics
- 1938, Великобритания, издательство Odhams Press
- 1938, Великобритания издательство Penguin
- 1970, США, издательство E. P. Dutton (ISBN 0-525-18941-6)
- 1980, США, издательство Dell Publishing (ISBN 0-440-17376-0)
- 1983, Великобритания, издательство Methuen Publishing (ISBN 0-413-52040-4)
- 1992, Великобритания, издательство John Curley & Assoc (ISBN 0-7927-0853-9)
- 2000, Великобритания, издательство Dover Publications (ISBN 0-486-40129-4)
- 2002, США, издательство BJU Press (ISBN 1-57924-702-4)
- 2003, Великобритания, издательство Wildside Press (ISBN 1-59224-219-7)
- 2005, Великобритания, издательство Dodo Press (ISBN 1-905432-90-9)
- 2008, Великобритания, издательство Vintage Classics (ISBN 978-0-09-952126-6)[4]
- 2009, Великобритания, издательство Vintage Classics (ISBN 978-0-09-952127-3)

### Русскоязычные (полный список)
- 1990, издательство «Блик», антология «Убийца, ваш выход!», составитель Михаил Рудницкий, переводчик Е. Лазарева. Роман издан как «Загадка Рэд Хауза». ISBN 5-89-994-001-8
- 1991, издательство «Известия», антология «Убийца, ваш выход!», составитель Михаил Рудницкий, переводчик Е. Лазарева. Роман издан как «Загадка Рэд Хауза». ISBN 5-89994-001-8
- 2011, издательства «АСТ», «Астрель», «Полиграфиздат», серия «Английский детектив — лучшее», переводчик Ирина Гурова. ISBN 978-5-17-066306-4, ISBN 978-5-271-31894-8, ISBN 978-5-4215-1593-7
- 2011, издательства «АСТ», «Астрель», серия «Английский детектив — лучшее (мягкая обложка)», переводчик Ирина Гурова. ISBN 978-5-17-071819-1, ISBN 978-5-271-33332-3
- 2011, издательства «АСТ», «Астрель», серия «Классическая и современная проза», переводчик Ирина Гурова. ISBN 978-5-17-071625-8, ISBN 978-5-271-33330-9
- 2019, издательство «Росмэн», серия «классический английский детектив», переводчик Ирина Гурова. ISBN 978-5-353-09212-4